# Brug 1261
Brug 1261 is een bouwkundig kunstwerk in Amsterdam-Zuidoost.
Deze tuibrug ligt over de Holterbergweg. Deze belangrijke en drukke verkeersroute (S111) ligt tussen Sportpark De Toekomst en de Johan Cruijff ArenA, beide in gebruik bij AFC Ajax. De brug sluit in het oosten aan op De Loper, voorterrein van de ArenA, al moet aan die kant een behoorlijke trap genomen worden. Aan de westkant landt de brug op een dijklichaam, waarop men vervolgens weer een behoorlijke trap moet nemen naar de laaggelegen parkeerplaats van De Toekomst.
In eerste instantie was zij bedoeld als verbinding tussen de ArenA en het bijbehorende parkeerterrein P1. In latere jaren legde zij ook bijvoorbeeld verbinding tussen de Heineken Music Hall (2001) en genoemd parkeerterrein en tussen Stadion De Toekomst en Station Amsterdam Bijlmer ArenA (2005).
De brug is ontworpen door Quist Wintermans Architekten en gebouwd door Haasnoot Bruggen in Rijnsburg. De brug werd geplaatst in 1997.

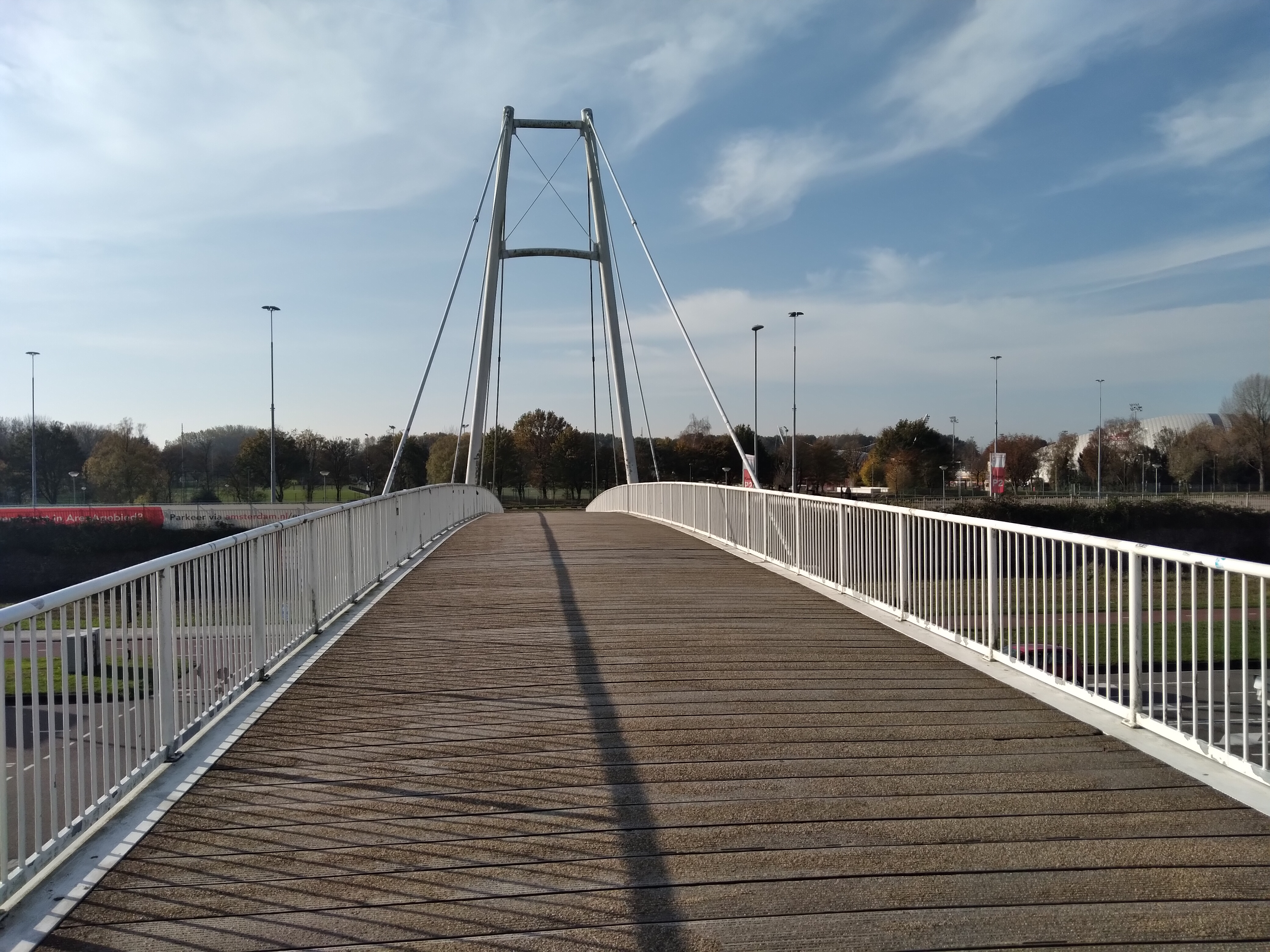
Over de brug 1261 (november 2020)

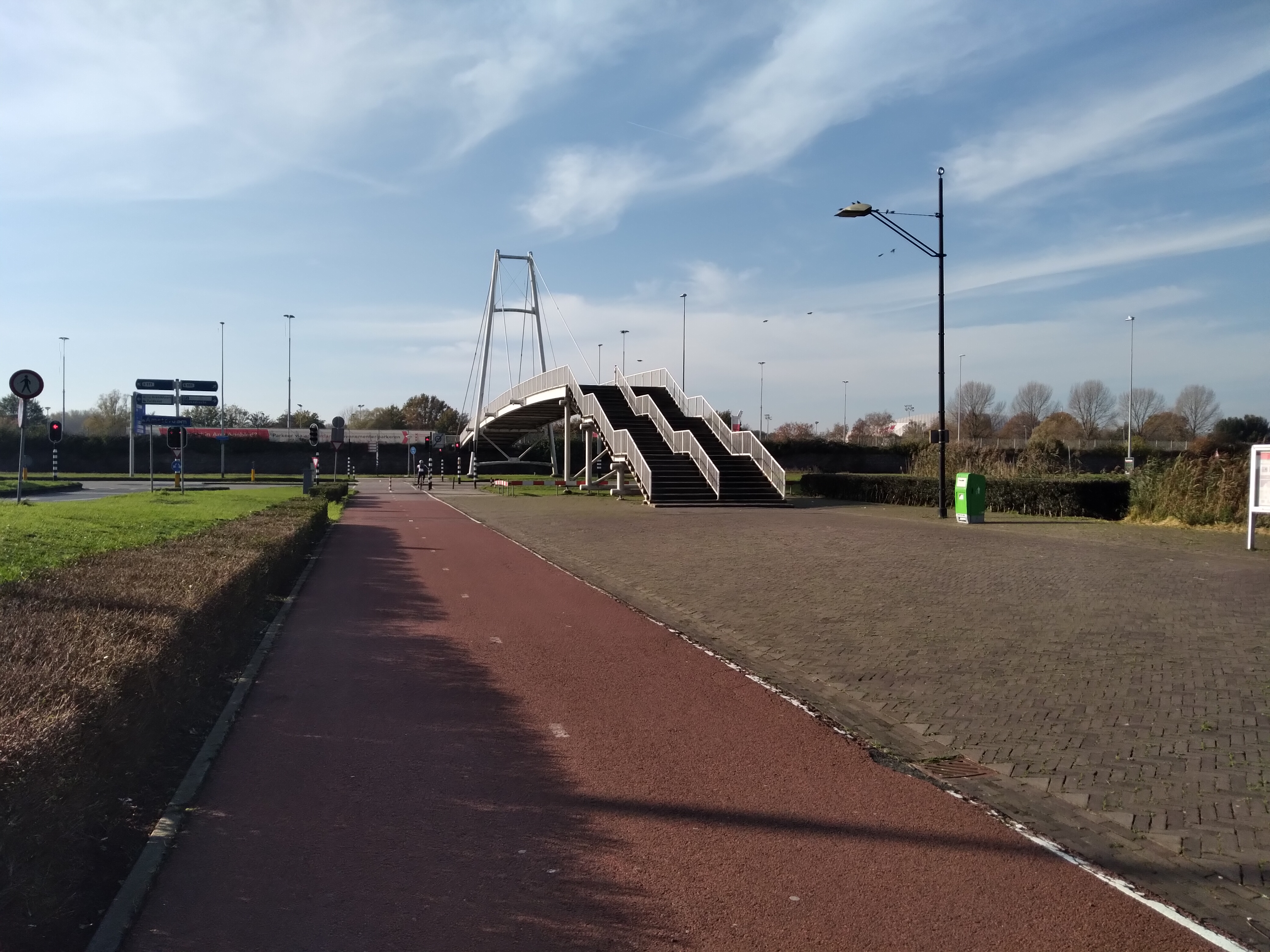
Brug 1261 vanaf De loper (november 2020)

<<< · 1201 · 1207 · 1208 · 1209 · 1210 · 1211 · 1212 · 1213 · 1216 · 1217 · 1218 · 1219 · 1220 · 1221 · 1223 · 1224 · 1230 · 1231 · 1246 · 1259 · 1260 · 1261 · 1263 · 1264 · 1265 · 1266 · 1267 · 1268 · 1269 · 1270 · >>>
Brugnummers 1200, brug 1202 (Ouder-Amstel), 1203-1206, 1214, 1215, 1222, 1225-1229, 1232-1245, 1247-1258, 1262 en 1271-1299 zijn niet (meer) in gebruik.